# Léonard Bourdon

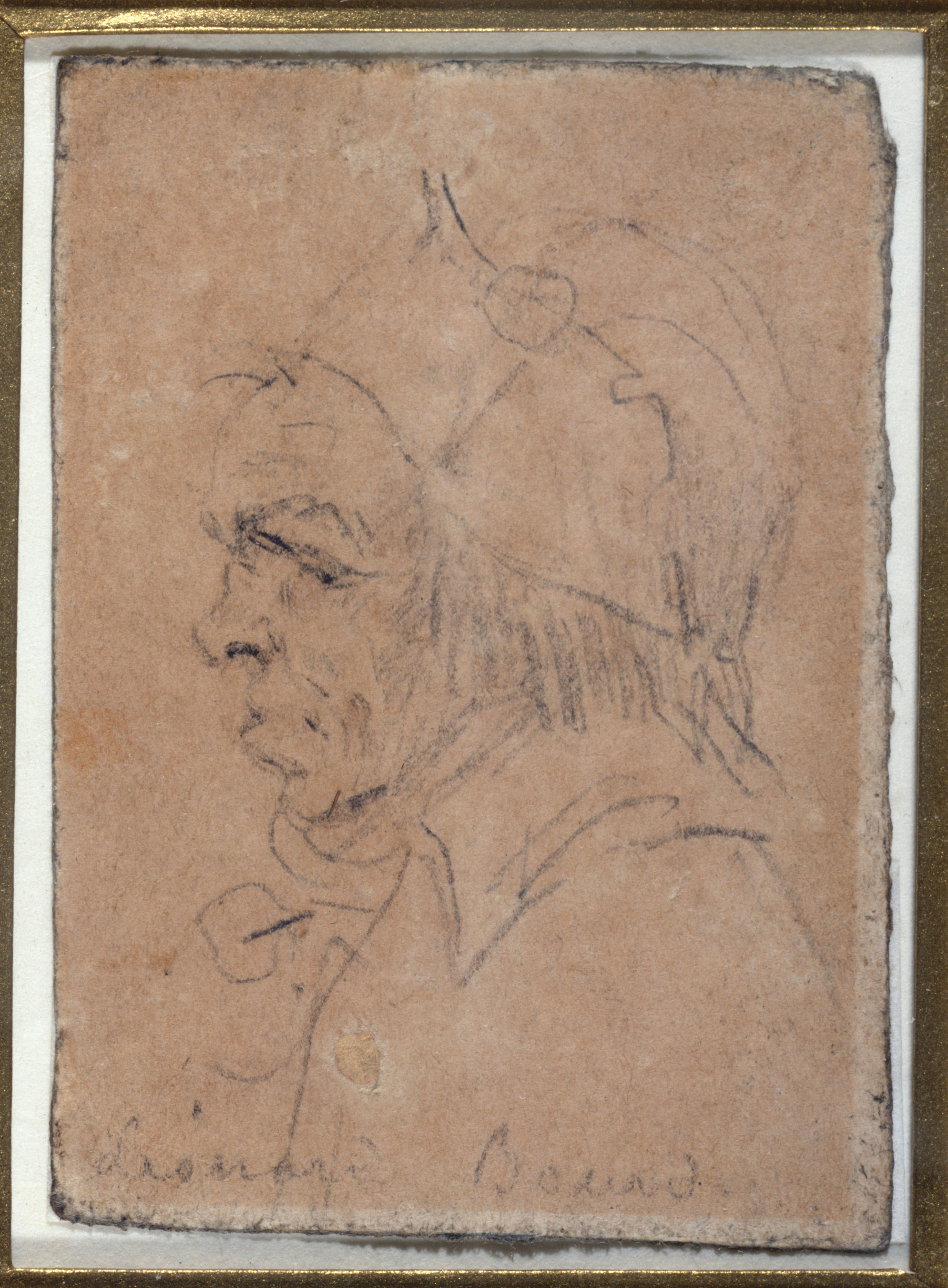
Léonard Bourdon. Zeichnung von Georges-François-Marie Gabriel.

Louis Jean Joseph Léonard Bourdon des Planches (auch Bourdon de la Crosnière; * 6. November 1754 in Alençon; † 29. Mai 1807 in Breslau oder Toulon) war ein französischer Politiker, stellvertretender Staatsanwalt der Pariser Kommune und Präsident der Französischen Nationalversammlung von 1789.

## Leben

### Laufbahn vor der Revolution
Bourdon nannte sich in der Zeit vor der Revolution „de La Crosnière“, nach einem Küstenfleck in der Vendée (heute Beauvoir-sur-Mer), den ein Mitglied seiner Familie mit einem holländischen Geschäftspartner 1765 trockengelegt hatte.
Bourdons Vater war Louis Joseph Bourdon des Planches, ein höherer Angestellter im königlichen Finanzministerium, der Vorschläge zur Reform des Postwesens (seit 1760) und des Getreidehandels (1785), die von seinem Minister abgelehnt worden waren, in der Öffentlichkeit publizierte und dafür vom 2. bis zum 19. September 1776 in der Bastille inhaftiert wurde.
Léonard Bourdon absolvierte ein Jurastudium in Orléans, war seit 1779 Advokat in Paris, gehörte zeitweise dem Conseil du Roi an und engagierte sich für eine Reform des Erziehungswesen, zu der er dem König Ludwig XVI. 1788 eine Programmschrift vorlegte und 1789 die Genehmigung zur Gründung einer Schule erhielt, die er unter dem Namen Société royale d’émulation pour l’éducation nationale in Paris, in der Rue des Gobelins im Faubourg Saint-Marceau einrichtete.

### Zeit der Französischen Revolution

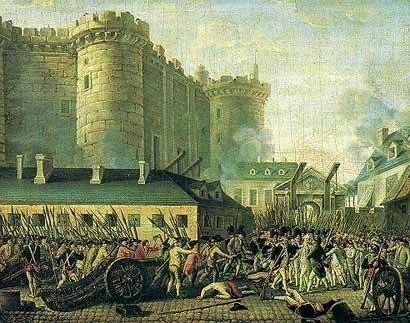
Erstürmung der Bastille am 14. Juli 1789 (zeitgenössische Darstellung)

Zu Beginn der französischen Revolution gehörte er gemeinsam mit seinem Vater zu den ersten Mitgliedern des Clubs der Jakobiner. Am 22. April 1789 war er als Vertreter des Dritten Standes für den Faubourg Saint-Marceau Mitglied der Versammlung der Generalstände. Er beteiligte sich im Juli 1789 an der Erstürmung der Bastille und war anschließend Mitglied eines Gremiums von vier Kommissaren, die die Beteiligten und die Hinterbliebenen der Gefallenen zu ermitteln hatten.
Bourdon verfolgte seine pädagogischen Reformpläne unter den Bedingungen der Revolution weiter und gründete 1792 eine (weitere) Schule, die unter dem Namen Société des jeunes français im Gebäude des Klosters St-Martin-des-Champs in Paris eingerichtet wurde. Im gleichen Jahr wurde er Abgeordneter im Nationalkonvent, entsandt für das Département Loiret.
Im August 1792 wurden Bourdon und Prosper Dubail durch den Justizminister Danton beauftragt, als Kommissare der Exekutive 52 Gefangene aus Orléans nach Saumur zu überführen. Darunter waren namhafte Personen wie der ehemalige Kriegsminister d’Abancourt, der ehemalige Innen-, Finanz- und Außenminister Lessart und der Herzog von Brissac. Zur gleichen Zeit machte sich auch eine größere Zahl von Pariser „citoyens“ unter der Führung von Claude Fournier auf den Weg nach Orléans, um die Gefangenen stattdessen nach Paris zu bringen. Bourdon und Dubail trafen mit Fournier in Longjumeau zusammen, um das Vorgehen abzustimmen, und zogen dann voraus nach Orléans.
Die Kommissare inspizierten die Gefangenen in den beiden Gefängnissen der Stadt und setzten Mannschaften zu ihrer Bewachung ein, wobei es nach Zeugenaussagen zu Plünderungen gekommen und Bourdon sich auch persönlich bereichert haben soll. Obwohl die Stadtverwaltung und Teile der Bevölkerung sich dem Abtransport nach Paris widersetzten und die Überführung nach Saumur verlangten und auch Bourdon entsprechende Garantien leistete und sich nach eigener Darstellung für die Durchführung einsetzte, ging der Zug am 2. September, laut Bourdon auf Verlangen des Volkes, schließlich doch Richtung Paris. Während Bourdon und Dubail, die ihren Auftrag als gescheitert betrachteten und sich nicht weiter verantwortlich fühlten, zurückblieben, wurden die Gefangenen zuerst Richtung Paris und dann, um einer von dort entgegenkommenden Zusammenrottung auszuweichen, nach Versailles verbracht, wo sie ohne nennenswerten Widerstand Fourniers der zusammengelaufenen Bevölkerung in die Hand fielen und 44 von ihnen auf grausamste Weise massakriert wurden. Der Vorgang geschah im Rahmen der berüchtigten Septembermassaker.

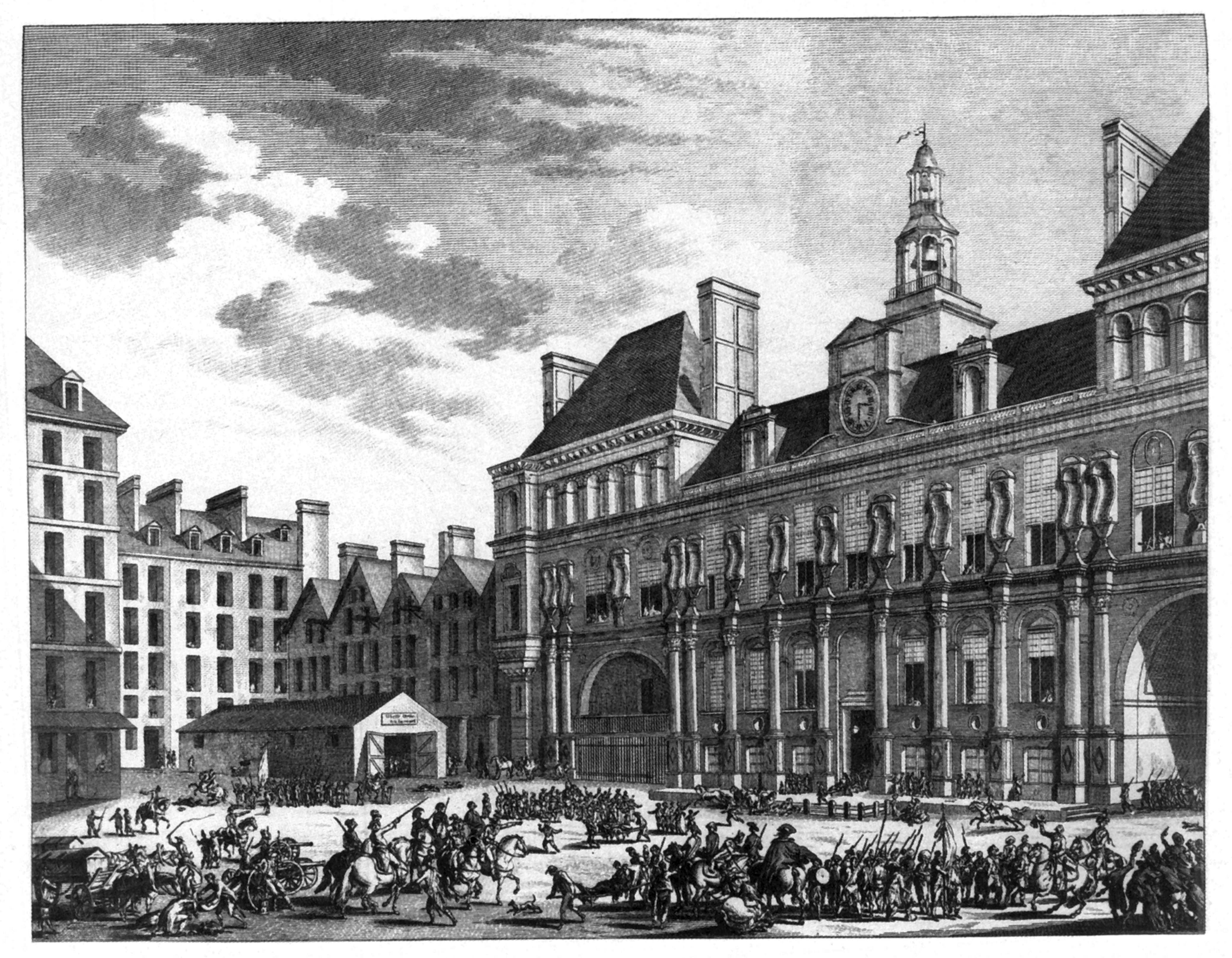
Das Volk von Paris vor dem Rathaus

Im Frühjahr 1793 wurde Bourdon auf eine Mission nach Burgund entsandt und besuchte auf der Anreise am 15. März auch Orléans, wo es dann auf der Straße vor dem Sitz der Nationalgarde zu einem Handgemenge zwischen seiner Eskorte und örtlichen Gardisten und bewaffneten Bürgern kam, in dessen Verlauf auch Bourdon leichte Blessuren erlitt. Die Affäre, hochgespielt zum „Mordanschlag“ gegen Bourdon, der unverzüglich den Nationalkonvent brieflich unterrichtete, hatte zur Folge, dass der Konvent, der darin einen Angriff auf die eigene Hoheit sah, die Verwaltung von Orléans für abgesetzt erklärte, die Entwaffnung der örtlichen Garde anordnete und Truppen zur Durchsetzung des Beschlusses nach Orléans entsandte. Vom 28. Juni bis 12. Juli wurde 26 Angeklagten der Prozess gemacht, und neun von ihnen wurden zum Tode verurteilt. Ein Gnadengesuch, am 13. Juli von Anverwandten der Verurteilten vor dem Nationalkonvent im Beisein Bourdons vorgetragen, blieb ungehört, und noch am selben Tag wurden die Hinrichtungen vollstreckt.
Der Vorgang war einer der Gründe, die Charlotte Corday an diesem Tag zu ihrem Anschlag auf Jean Paul Marat bewogen: in ihren späteren Verhören sagte sie aus, am Morgen des 13. Juli noch einen Spaziergang zum Palais Royal unternommen, dort ein Exemplar des Urteils gegen die Attentäter Bourdons und ein Messer gekauft zu haben, um sich dann mit dem Fiaker zu Marat zu begeben und diesen umzubringen.
Vor dem Hintergrund der Entchristlichung der Gesellschaft griff Bourdon am 6. November 1793 im Jacobinerclub die Priester an. Desfieux, Pereira, Proli verfassten eine Petition zur Streichung des Kultusbudgets. In Begleitung von Cloots und Bourdet wurde die Petition zu Erzbischof Jean Baptiste Joseph Gobel gebracht, der am folgenden Tag abdankte.
Bourdon neigte bei den Fraktionskämpfen im Konvent den Hébertisten zu, ohne ihrer Fraktion direkt anzugehören, und zog sich nach Auseinandersetzungen mit Robespierre aus dem Nationalkonvent zurück. Er führte mit Barras die Kolonne an, die am 9. Thermidor des Jahres II (27. Juli 1794) das Hôtel de Ville de Paris einnahm. Robespierre wurde am folgenden Tag hingerichtet. Er warf die Korps von Jean Paul Marat nieder.

### Die Hamburger Mission

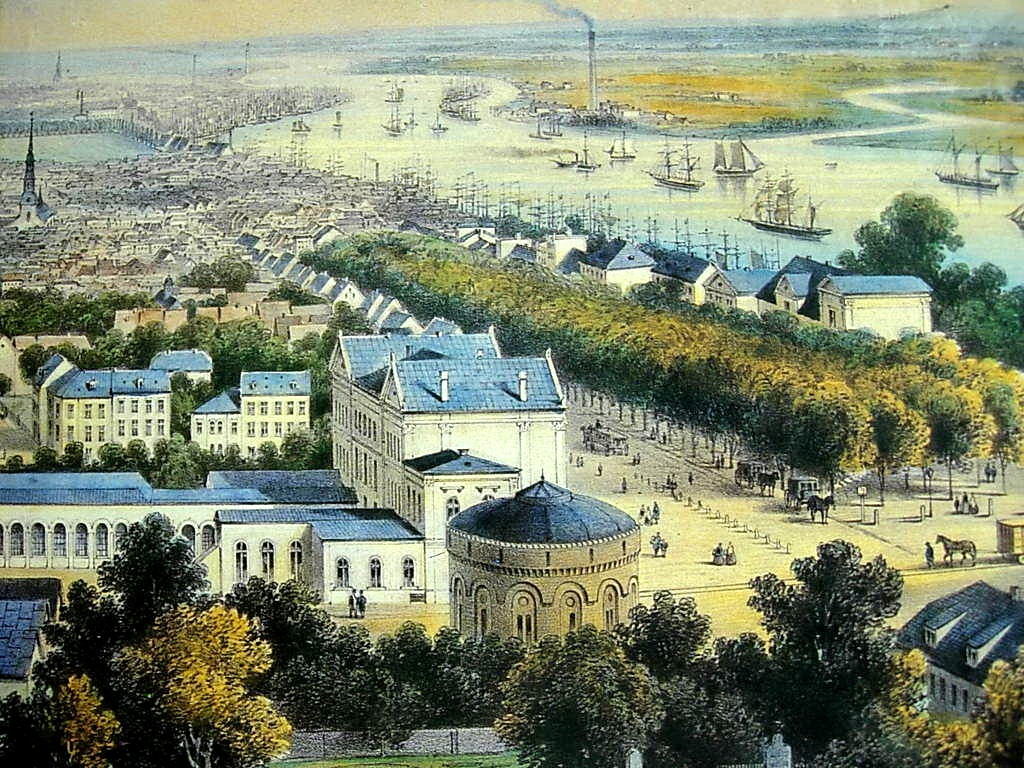
Die Stadt Altona um 1850 (heute Hamburg-Altona)

Im Januar 1798 kam er in diplomatischer Mission nach Hamburg, um den Freundschaftsvertrag zwischen der Republik und dem Hamburger Senat zu erneuern und einen Kredit für Rüstungsausgaben auszuhandeln. In Hamburg, wo sich eine größere Gemeinde von französischen Emigranten befand und enge Kontakte zu Emigrantenzirkeln in England unterhielt, erregte seine Ankunft beträchtliches Aufsehen. Er suchte Anschluss an fortschrittlich gesinnte Kreise und engagierte sich unter anderem bei der 1797 von Johann Georg Kerner im dänischen Altona gegründeten Philanthropischen Gesellschaft, einer politischen Vereinigung, die auch Juden aufnahm und sich für republikanische Ideale einsetzte. Während Kerner sich zu dieser Zeit in Italien befand, erlangte Bourdon vorübergehend einigen Einfluss in dieser Gesellschaft, was mit ein Grund dafür war, dass sie später, im November 1798, vom Senat aufgelöst wurde.
Bourdon agitierte für die Gründung einer Republik oder eines republikanischen Vereins aller in Hamburg lebenden Franzosen; seine Aktivitäten wurden in Regierungskreisen Preußens, Dänemarks und Russlands mit Misstrauen beobachtet und führten zu einer diplomatischen Demarche des Hamburger Senats bei der französischen Regierung, mit der Folge, dass Bourdon angewiesen wurde, seine Aktivitäten auf seinen offiziellen Auftrag zu beschränken. Am 20. April 1798 verließ er Hamburg wieder und kehrte nach Frankreich zurück.

### Die letzten Jahre
Über die letzten Lebensjahre und den Tod Bourdons besteht wenig Klarheit. Er übte zeitweise administrative Aufgaben in Militärhospitälern von Toulon und Marseille aus und soll 1807 in Breslau (als Lazarettverwalter einer napoleonischen Armee) oder Toulon gestorben sein.

## Werke
- Consultation délibérée à Paris, le 29 avril 1781. In: Compte que les R. P. visiteurs et les six députés de la province de Normandie rendent au chapitre général de leur diète et de ce qui l’a précédé, Paris, ohne Datum
- Idées sur l’éducation du prince royal (L.-J.-J.-L. Bourdon de La Crosnière). Imprimerie de L.-P. Couret, Paris, ohne Datum
- Plan d’un établissement d’éducation nationale, autorisé par arrêt du conseil du 5 octobre 1788, sous le titre de société royale d’émulation, Imprimérie Couret de Villeneuve, Orléans 1788 (Digitalisat)
- [Gemeinsam mit Louis Joseph Bourdon des Planches]: Subsistance et impôt, Ier No., Aux Etats-Généraux, Expl. „Présenté par MM. Bourdon des Planches & Bourdon de la Crosnière, pere et fils, Electeurs & Députés, à l’Hotêl de Ville de Paris“, ohne Ort, ohne Datum [1789] (Digitalisat)
- Développement de la motion faite dans l’assemblée du tiers état de la ville de Paris, le jeudi 7 mai, sur l’importance de ne plus récompenser le mérite par des lettres de noblesse, et de substituer à celles-ci un autre genre de distinction personnelle et non transmissible, par M. Bourdon de La Crosnière. Ohne Ort, ohne Datum
- Rapport de Léonard Bourdon, au nom de la commission d’instruction publique, Prononcé le premier Août. Imprimé par ordre de la Convention nationale. Imprimerie nationale, Paris, ohne Datum [1792] (Digitalisat)
- [Gemeinsam mit Prosper Dubail]: Rapport de Léonard Bourdon et Prosper Dubail, Commissaires envoyés par le Pouvoir exécutif auprès de la haute Cour nationale à Orléans, en vertu de la Loi du 26 Aout et chargés ensuite de l’exécution de celle du 2 Septembre. Imprimerie nationale, Paris 1792; wieder abgedruckt in: Archives parlementaires de 1787 à 1860. Recueil complet des débats législatifs et politiques des chambres françaises, Reihe I, Band 49, Paul Dupont, Paris 1896, S. 566–571
- [Gemeinsam mit Robespierre u. a.]:  La Société des amis de la Constitution de Paris, aux Sociétés affiliées, Imprimerie du Patriote François, ohne Datum [1792] („prospectus de la Société des jeunes Français“, Digitalisat)
- Convention nationale. Opinion de Léonard Bourdon, … sur le jugement de Louis Capet, dit Louis XVI. 18 novembre l’an Ier de la République. Imprimerie nationale, Paris, ohne Datum
- Discours sur l’institution commune, Par Léonard Bourdon, Député du Loiret, & membre de la Commission d’instruction publique, prononcé dans la Séance du 3 juillet 1793. Imprimé par ordre de la Convention Nationale [Imprimerie nationale, Paris 1793] (Digitalisat)
- Exposé des faits relatifs à l’assassinat commis à Orléans le 16 mars 1793, et réponse au Rapport du Comité de législation, par Léonard Bourdon, député par le Loiret à la Convention nationale. Imprimé par ordre de la Convention nationale. Imprimerie nationale, Paris, ohne Datum
- Organisation des greniers nationaux… présentée au nom des Comités d’agriculture et de salut public (le 21 août 1793), par Léonard Bourdon. Imprimerie nationale, Paris, ohne Datum
- Annales du civisme et de la vertu. No 1, présenté à la Convention nationale, au nom de la section du Comité d’instruction publique chargée de leur rédaction, par Léonard Bourdon. Imprimerie nationale, an II [1793/94]
- Recueil des actions héroïques et civiques des républicains français (…) présenté à la Convention nationale, au nom de son comité d’instruction publique, par Léonard Bourdon, député par le département du Loiret. Imprimerie nationale, Paris an II [1793/94], 5 Bde. erschienen, Bd. 5 von Antoine-Clair Thibaudeau; deutsche Übs.: Sammlung von Heldenthaten und edeln bürgerlichen Handlungen der fränkischen Republikaner, dem National-Konvent, im Namen seines Komités des öffentlichen Unterrichtes, überreicht von Leonhard Bourdon, Levrault, Straßburg [1793/94]
- Organisation des greniers nationaux, Décretée par la Convention nationale, et imprimée par son ordre. Présentée au nom des Comités d’Agriculture & de Salut public, par Léonard Bourdon, député du Loiret, Imprimerie nationale, ohne Datum [1793?] (Digitalisat)
- Rapport fait à la Convention nationale, au nom des Comités d’agriculture et de salut public, par Léonard Bourdon. Imprimerie nationale, Paris, ohne Datum
- Projet de décret sur l’éducation nationale, par Léonard Bourdon. Imprimerie nationale, Paris, ohne Datum
- Rapport fait au nom du Comité d’instruction publique sur la fête de la 5e sans-culotide, par Léonard Bourdon, … Détails de la fête que la Convention nationale a décrétée, le 28 fructidor, pour être célébrée le quintidi des sans-culotides. Imprimerie nationale, Paris, ohne Datum [1794]
- Le voeu de la nature et de la Constitution de l’an III, sur l’éducation générale; Applicable, dans ce moment, à celle des Orphelins des Défenseurs, et autres Enfans ou Elèves de la Patrie. Par le C[itoy]en Léonard Bourdon, Imprimerie de l’Institut National des Aveugles-Travailleurs / Desenne [1794/95] (Digitalisat)
- [Gemeinsam mit Claude Charles Prost]: Compte de l’emploi des sommes reçues par Léonard Bourdon et Prost, représentants du peuple, commissaires dans les départements de la Côte-d’Or et du Jura, du 14 mars au 24 mai. Imprimé par ordre de la Convention nationale. Imprimerie nationale, pluviôse an III [1795]
- Copie de la déclaration faite aux autorités constituées d’Orléans, par Léonard Bourdon, … conforme à l’extrait en forme envoyé au président de la Convention nationale. Ohne Ort, ohne Datum
- Léonard Bourdon, … à Marat. Galletti, [Paris] an IV [1795/96]
- Pétition au Conseil des Cinq-Cents, sur l’Éducation commune, Par Léonard Bourdon, Imprimerie de al rue de l’Université, 1797 („4 Brumaire, an 6e de la Republique Française“, Digitalisat)
- Rede des Leonard Bourdon zu Hamburg 1798. In: Heinrich August Ottokar Reichard (Hrsg.), Revolutions-Almanach von 1799 (= Jg. 7), Dieterich Verlag, Göttingen 1798.